# Сања Микитишин
Сања Микитишин (Нови Сад, 11. новембар 1973) српска је глумица.

## Биографија
Сања Микитишин је рођена 11. новембра 1973. године у Новом Саду. Завршила је гимназију Јован Јовановић Змај 1992. године , математичко-програмерски смер. Исте године уписала је глуму на Факултету драмских уметности у Београду, у класи професорке Гордане Марић, шеф катедре професор Миленко Маричић. Дипломирала са монодрамом „Жене, ах, те жене“ 1996. године.
Први професионални ангажман је имала у Кикинди 1999-2002. године. Радила је у позоришту Тоша Јовановић у Зрењанину од 2002. до 2011. године. Од 2011. године је члан Српског народног позоришта у Новом Саду.
Појавила се у неколико филмова, као што су Четврти човек, Клип и Четири руже и серијама Вере и завере и Убице мог оца.

## Филмографија
| Год.      | Назив             | Улога                  |
| --------- | ----------------- | ---------------------- |
| 2007.     | Четврти човек     | мафијашева секретарица |
| 2010.     | Сва та равница    | Стоја                  |
| 2012.     | Клип              | Јаснина мајка          |
| 2014.     | Маријина епизода  | Сања                   |
| 2016.     | Помери се с места | Душанка                |
| 2016.     | Вере и завере     | Бони Шултајс           |
| 2017.     | Војна академија   | Добрила                |
| 2018−2019 | Убице мог оца     | Гордана                |
| 2019.     | Четири руже       | комшиница              |
| 2024.     | Мачји крик        |                        |

## Награде
- Најбоља млада глумица на Фестивалу професионалних позоришта Војводине 2001. године за улогу Есмералде у представи „Пуњене тиквице“
- Глумачка награда на ЈоакимФесту 2008. године за улогу Десанке у представи „Херој нације“

## Галерија
- Фотографије Српског народног позоришта
- Ујеж, комедија Бранислава Нушића, Драма Српског народног позоришта, Нови Сад, 2010/11, Сања Микитишин, Милица Јаневски, Лидија Стевановић, Јелена Антонијевић, Гордана Каменаровић
- Пресрећни људи написао и режирао Предраг Штрбац; Драма СНП-а, Нови Сад, 2011/12; Милован Филиповић, Соња Дамјановић, Лидија Стевановић, Сања Микитишин, Небојша Савић
- Пресрећни људи написао и режирао Предраг Штрбац; Драма СНП-а, Нови Сад, 2011/12; Соња Дамјановић, Лидија Стевановић, Сања Микитишин - седе, Небојша Савић